# Wenzenried
Wenzenried ist ein Ortsteil der Stadt Rötz im Landkreis Cham des Regierungsbezirks Oberpfalz im Freistaat Bayern.

## Geografie
Wenzenried liegt 2 Kilometer südlich der Bundesstraße 22, 2 Kilometer östlich der Staatsstraße 2151 und 3,3 Kilometer östlich von Rötz. Durch Wenzenried fließt der Pfefferbach, der 1,3 Kilometer nördlich der Ortschaft in die Schwarzach mündet. Nordöstlich von Wenzenried erhebt sich der 532 Meter hohe Steegenberg, westlich der 549 Meter hohe Gruberberg und südöstlich der 581 Meter hohe Hirschberg.

## Geschichte
Die Ortsnamenforschung kennzeichnet die auf -ried (auch: -reuth, -rieth) endenden Ortsnamen ebenso wie die auf -grün endenden als Ortsnamen der Rodungszeit im 13. und 14. Jahrhundert.
Wenzenried (auch: Wentzenrivt, Wenzenriedt, Wenzerriedt) wurde im Herzogsurbar von 1285 erwähnt. Es gehörte zum 1255 entstandenen Amt Wetterfeld im Teilherzogtum Oberbayern und zum Gebiet der Wittelsbacher.
In einem Verzeichnis von 1588 wurden Untertanen in Wenzenried als zur Frais Schwarzenburg gehörig aufgeführt. 1588 hatte Wenzenried 3 Höfe, 2 Güter, 1 Mühle. Es unterstand dem Halbritter Hannsen zu Flischbach.
1622 gehörte es zu Unterflischbach und 1630 zur Hofmark Unterflischbach. 1630 wurden für Wenzenried 3 Güter, 1 kleine Mühle, 1 kleines Söldenhäusl und 4 kleine Häusl verzeichnet.
1762 hatte Wenzenried 11 Hauseigentümer, 1 Gemeindehaus, 13 Inwohner und gehörte zu Unterflischbach. 1792 wurden die beiden Hofmarken Oberflischbach und Unterflischbach zur Hofmark Flischbach vereinigt. Wenzenried gehörte 1792 zu dieser Hofmark Flischbach und hatte 10 Anwesen.
1808 gab es in Wenzenried 9 Anwesen, 1 Hüthaus, 1 Wirt, 1 Schneider, 1 Mühle und 2 Weber.
1808 wurde die Verordnung über das allgemeine Steuerprovisorium erlassen. Mit ihr wurde das Steuerwesen in Bayern neu geordnet und es wurden Steuerdistrikte gebildet. Dabei kam Wenzenried zum Steuerdistrikt Flischbach. Der Steuerdistrikt Flischbach bestand aus den Dörfern Flischbach, Flischberg, Gmünd, Grub, Öd, Steegen, Wenzenried, Stanglhof als Teil von Wenzenried und der Einöde Niederpremeischl.
1820 wurden im Landgericht Waldmünchen Ruralgemeinden gebildet. Dabei kam Wenzenried zur Ruralgemeinde Steegen. Die Gemeinde Steegen bestand aus den beiden Dörfern Steegen mit 18 Familien und Wenzenried mit 13 Familien, dem Weiler Niederpremeischl mit 4 Familien und der Einöde Stanglhof mit 3 Familien. Öd bildete 1820 allein eine Gemeinde mit 19 Familien.
1837 wurde die Gemeinde Steegen mit der Gemeinde Öd zusammengelegt. Dabei kam außer Öd auch Flischberg zu Steegen.
Von 1861 bis 1939 gehörte Wenzenried zur Gemeinde Flischbach. Die Gemeinde Flischbach bestand von 1861 bis 1939 aus Flischbach, Stanglhof und Wenzenried. Die Gemeinde Steegen bestand 1861 bis 1939 aus Flischberg, Niederpremeischl, Öd und Steegen.
Von 1939 bis 1978 gehörte Wenzenried zur Gemeinde Steegen. 1939 wurde die Gemeinde Flischbach aufgelöst. Dabei kam Flischbach zu Steegen. Die Gemeinde Steegen bestand nun aus Flischbach, Flischberg, Niederpremeischl, Öd, Stanglhof, Steegen und Wenzenried.
Ab 1978 gehörte Wenzenried zur Stadt Rötz. 1978 wurde die Gemeinde Steegen aufgeteilt. Dabei kamen Stanglhof, Steegen und Wenzenried zur Stadt Rötz und Flischbach, Flischberg, Niederpremeischl und Öd wurden nach Schönthal eingemeindet.
Wenzenried gehört zur Pfarrei Rötz. 1997 hatte Wenzenried 65 Katholiken.

## Einwohnerentwicklung ab 1820
| Jahr | Einwohner   | Gebäude |
| ---- | ----------- | ------- |
| 1820 | 13 Familien | k. A.   |
| 1838 | 103 *       | 13 *    |
| 1861 | 69          | 39      |
| 1871 | 58          | 35      |
| 1885 | 52          | 9       |
| 1900 | 51          | 9       |
| 1913 | 68 *        | 11 *    |

| Jahr | Einwohner | Gebäude |
| ---- | --------- | ------- |
| 1925 | 58        | 10      |
| 1950 | 69        | 9       |
| 1961 | 53        | 9       |
| 1970 | 58        | k. A.   |
| 1987 | 64        | 15      |
| 2011 | 73        | k. A.   |